# Schieland
Schieland – teren nizinny, położony w Holandii, będący najniższym punktem Europy (jeśli zaliczymy Morze Kaspijskie wyłącznie do Azji), położony -6,7 m n.p.m. Obszar ten powstał z osadów rzecznych, lodowcowych i  morskich. Schieland ulega ciągłym działaniom antropogenicznym, prowadzone są na nim prace osuszające. Cały obszar ulega powolnemu zanurzaniu, co jest wynikiem ruchów izostatycznych zachodzących w rejonie Morza Północnego od czasu ostatniego zlodowacenia.